# Islamización en el África Subsahariana
La islamización en el África Subsahariana es un proceso social, político y económico que surge, principalmente, en aquellos lugares donde inciden los musulmanes.

## Introducción

Representación de Allah

El islam, siendo una de las tres vertientes religiosas que tiene el libro abrahámico, concentra en sí un gran poder político y militar que llega hasta la actualidad. Hoy en día, la religión cristiana y la musulmana, concentran aproximadamente el 85% de la población actual que habita el mundo. en África “el islam se ha hecho carne en la cultura africana” (Arteche, 2009) ofreciéndose como una alternativa ideal desde un punto de vista social, político, individual y económico para aquellas poblaciones animistas que residían en el continente. Aunque en África no jugó un papel tan importante como en Próximo Oriente, su penetración fue relevante y de rápida absorción por parte de las tribus nómadas ya asentadas en este territorio.
La islamización en el África Occidental fue fruto de los contactos político–militares y comerciales con los bereberes del Magreb. Su primer contacto con el islam fue en el siglo VIII a través de las vías fluviales del Senegal y del Níger. Estas relaciones comerciales fueron establecidas sobre las rutas caravaneras transaharianas, siendo éstas el motor de difusión del islam de forma progresiva. Cabe destacar que durante la colonización francesa (desde el siglo XVII hasta mediados del siglo XX) en el denominado Soudan français la fuerza difusora del islam se produjo por el principal influjo de las cofradías religiosas vinculadas al sufismo.
Juan A. González Barahona (2009) estableció tres niveles de aceptación del islam en la sociedad africana occidental, que son los siguientes:
- El islam se transmitía de élite a élite mediante pactos y la dominación.
- El dominio de unos reinos sobre otros afecta al resto de capas sociales y se establecen relaciones económicas a través de una comunicación de igual a igual. De esta forma es como se fue popularizando el islam.
- Una vez el islam está completamente integrado en la vida cotidiana y ante la atroz imposición de la cultura colonial, el islam se erigió como una forma de autodeterminación que no solo posee una fuerza unitaria que trasciende las creencias animistas locales, sino que disfruta del apoyo de grandes figuras tanto de las élites políticas como las espirituales, sobre todo estas últimas.

Resulta importante aclarar que la expansión del islam la hicieron los africanos a partir de la influencia de los bereberes. A pesar de los conflictos bélicos y la dominación política que implicó este proceso, es cierto que la mayor parte de la población occidental africana aceptó el islam por convencimiento propio o sin más presión que la que imponía la propia sociedad. Por tanto, quienes realmente impulsaron la religión en la región fueron los mercaderes bereberes, quienes mantenían vínculos comerciales a través del desierto sahariano con los imperios africanos de Mali, Ghana y Songhai y ya se caracterizaban por ser unas poblaciones islamizadas.

## Contexto histórico
A diferencia de la rapidez con la que el islam se expandió por toda la Península arábiga y parte de Europa, en el África subsahariana fue un proceso paulatino.
Una de las posibles causas por las que pudo implantarse es que, por una parte, se relata en el Corán y la Sunna -libros sagrados de dicha religión- que el islam es una religión comprensiva basada fundamentalmente en cinco pilares, los cuales pueden y deben respetarse, aparte de amar al prójimo. La aceptación de únicamente cinco “reglas” básicas, en comparación a otro tipo de religiones, pudo ser una de las causas por las que una población nómada que era presumiblemente animista aceptara el islam. Por otra parte, Mahoma desde sus inicios se basaba en la diplomacia para poder atraer fieles a su nueva religión, respetando sus respectivas costumbres.
Por lo tanto, las conversiones al islam se produjeron de manera sistemática. Los contactos iniciales, propiciados por el beneplácito de las élites locales para permitir el comercio, no buscaban dominar lugares geográficos por su extensión, sino más bien territorios que tuviesen una importancia o influencia político-económica. Hubo tolerancia, sin duda, basada en este tipo de cuestiones, y con el tiempo se convirtió en una sumisión política.
En un primer momento, los musulmanes del oeste africano habían constituido pequeñas comunidades emplazadas en las ciudades y pueblos locales. Tenían cierto grado de autonomía basada en su utilidad a los imperios para proporcionarles información sobre los movimientos bereberes.

Representación del Imperio o Reino de Ghana

### Reinos e imperios del África Occidental.SigloV-XV.

#### Reino de Ghana
El Reino de Ghana (no confundir con el actual territorio de Ghana) es uno de los más antiguos de la región originándose en torno al siglo V gracias al comercio del oro y la sal hasta que a finales del siglo XI fue invadido por los almorávides. Sin embargo, poco tiempo después reapareció en el panorama hasta que Kumbi Saleh fue destruido por uno de sus antiguos vasallos a principios del siglo XIII. Mario Lozano Alonso plantea que cabe la posibilidad de que Kumbi Saleh fuera la capital del reino debido a la extensión de los restos del yacimiento y a la existencia de edificios y vastos cementerios.

#### Imperio Kanem - Bornu

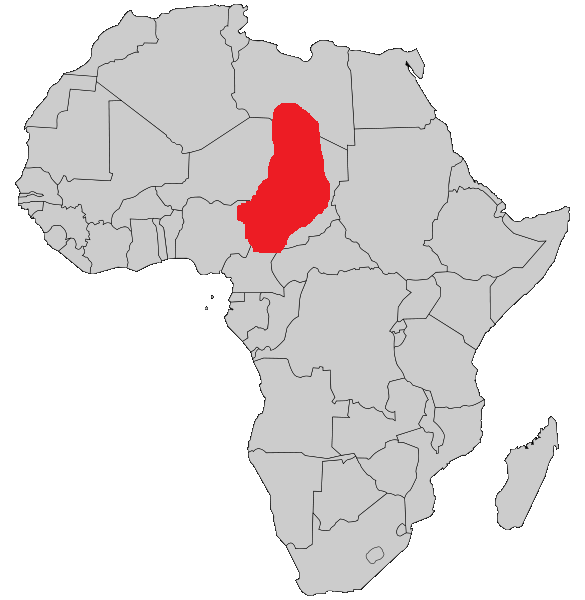
Imperio de Kanem Bornu

El imperio Kanem – Bornu fue fundado por los kanuri, una civilización mestiza entre negros y bereberes que habitaban el este del Lago Chad desde el siglo IX hasta el XIX. Fue el primer imperio en islamizarse debido al comercio trans–sahariano, por lo que en esta región el islam se convirtió en la religión mayoritaria en torno al siglo XI. Los siguientes 200 años lograron expandirse hacia el este, oeste y al norte. Aunque era un imperio independiente, lo cierto es que casi siempre estuvo bajo el control político de otros imperios más poderosos. 

Imperio de Mali

#### Imperio de Mali
Tras la caída del Reino de Ghana, el control sobre la zona pasó a manos del Reino Susu que a principios del siglo XIII fue derrotado por el pequeño estado de Kangaba. En esos momentos su líder unificó los clanes de una extensa parte del territorio dando lugar así a la formación del Imperio de Mali. Alrededor del 1300 el imperio estaba constituido por una confederación de tres estados aliados: Mali, Mema y Wagadou. Las grandes ciudades comerciales del imperio se enriquecieron gracias al control de prácticamente todas las transacciones comerciales de oro, sal y otros bienes.
Dada la debilidad del imperio a causa de disputas internas por el trono, a finales del siglo XVI las provincias vasallas se rebelaron dando como resultado que uno de estos vasallos, los songhais, se fortalecieran lo suficiente como para construir un imperio propio en torno a Gao. Otro factor que influyó en la caída del imperio fue la instalación, a partir de 1470, de los portugueses en la costa atlántica, lo que tuvo como consecuencia la desviación del oro hacia la costa. Este hecho produjo la ruptura del monopolio de los sultanes malíes sobre el oro y la debilitación del tráfico sahariano que le había proporcionado grandes relaciones con el imperio islámico.

Imperio de Songhai

#### Pueblo Songhai
Este pueblo, que se expandió progresivamente río arriba del Níger en el siglo VIII, estableció una ciudad comercial en Gao. En el siglo XI fue cuando aceptaron el islam como religión. Tras establecer una política de expansión que les permitió perdurar hasta el siglo XV, las disputas internas y la invasión por las fuerzas marroquíes–bereberes pusieron fin al imperio Songhai.

## Contexto geográfico

### África occidental subsahariana

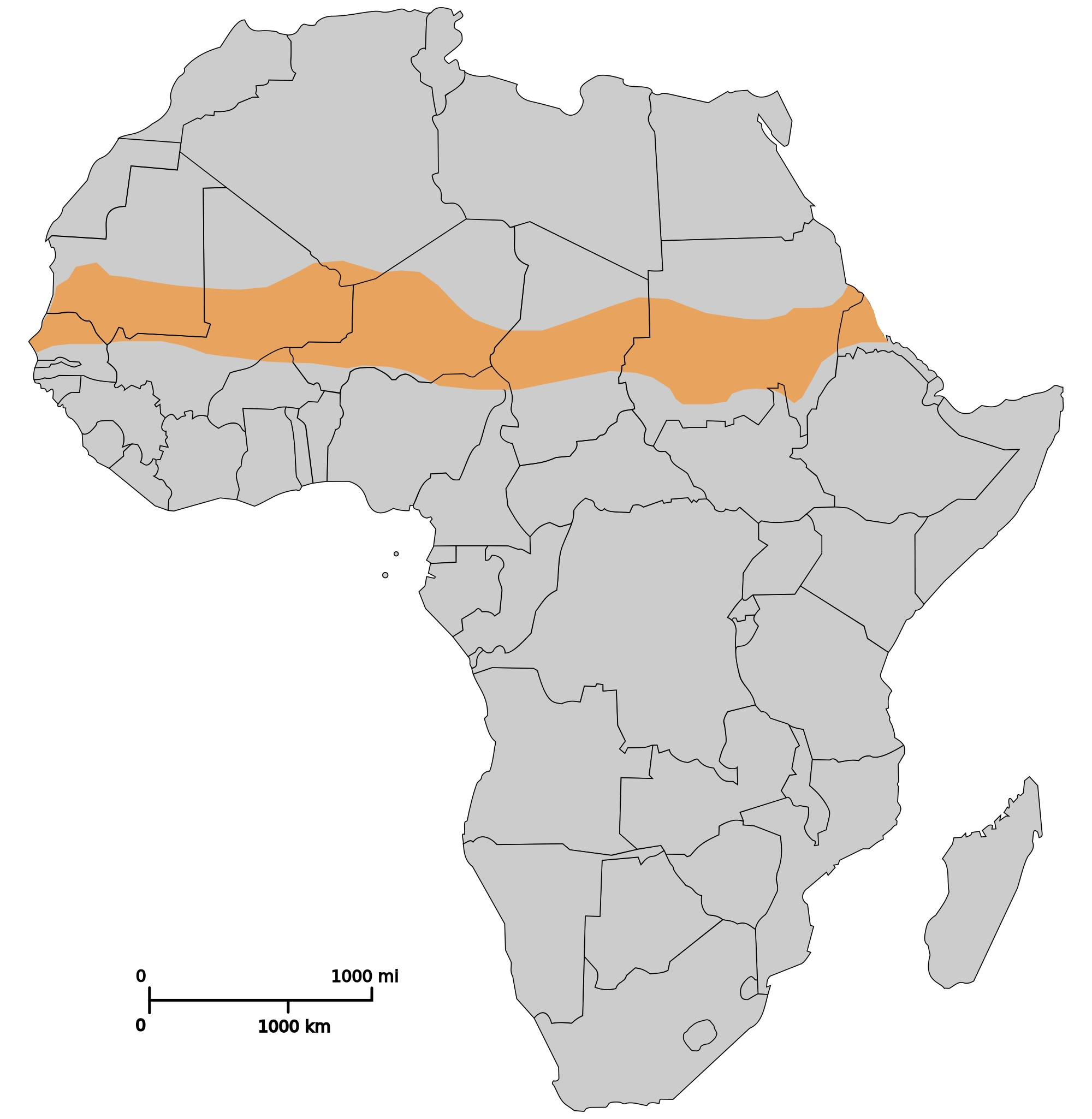
Sahel

La región del África Occidental subsahariana es la que va desde el norte del Sahel hasta el Golfo de Guinea al sur, y desde la cornisa atlántica occidental (incluido Cabo Verde) hasta el este de Chad. Aunque geográficamente se pueda establecer este perímetro orientativo, la realidad plasma una región que alberga diversos paisajes, culturas (entre las que se incluye la amplia diversidad de lenguas) y bio–regiones.
A nivel cultural, el África Occidental fue el lugar donde se originaron los grandes imperios africanos medievales como el Imperio de Ghana o el de Mali, pues su situación intermedia entre el área de Guinea y el norte de África les benefició gracias al comercio que se movía en esta zona. Y, finalmente, a nivel económico esta región posee una homogénea agricultura, que se caracteriza por el cultivo de cereales y fibras, junto a otras riquezas como la ganadería, el comercio del oro y de la sal.

### Características del Sahel y la zona tropical
Dentro de la región del África Occidental subsahariana se pueden diferenciar dos áreas geográficas, que son las siguientes: el Sahel y la zona tropical.
El Sahel, que se extiende de oeste a este a lo largo del Sahara, se caracteriza por ser la zona de transición entre el desierto y la selva. Por ello, lo más característico de esta área es la sabana con amplias extensiones de vegetación donde las principales actividades económicas de la población son la agricultura y la ganadería, adaptada a lo largo del transcurso de los ríos.
Aunque se practica la ganadería ovina y bovina, también destaca la cría de camellos y cabras practicadas por poblaciones nómadas, que es lo más abundante. No obstante, la mayoría de las poblaciones sedentarias relevantes se sitúan en torno a los cauces de los ríos donde se encuentran los cultivos. Otros recursos importantes son los obtenidos de las palmeras y el maní, aceites principalmente; de los ríos más importantes que tienen gran tradición pesquera; y de la riqueza del subsuelo en ciertas zonas donde se hallan minas de sal, yeso y oro en menor proporción. También cuentan con minas de carbón descubiertas durante la época colonial.
A pesar de que la densidad de población es muy escasa, el Sahel ha sido desde hace siglos una zona de tránsito comercial entre el norte africano y el sur, sobre todo entre los siglos XIII y XVIII.
Por otro lado, las zonas tropicales se caracterizan por lo siguiente:
- Abundantes ríos y están cercanos a la costa, por tanto, la pesca es un recurso importante que siempre ha estado presente.
- Gran masa forestal que permite crear edificios más firmes, además de objetos artesanales.
- Además de la abundancia de los cultivos que se dan en el Sahel, lo que realmente prima es la relevancia de la caña de azúcar, las frutas tropicales y, desde la época colonial, el café, el cacao y el tabaco.
- Característicos centros de producción textil y una importante minería de oro y, sobre todo, de diamante antes de la colonización.

## Proceso de islamización

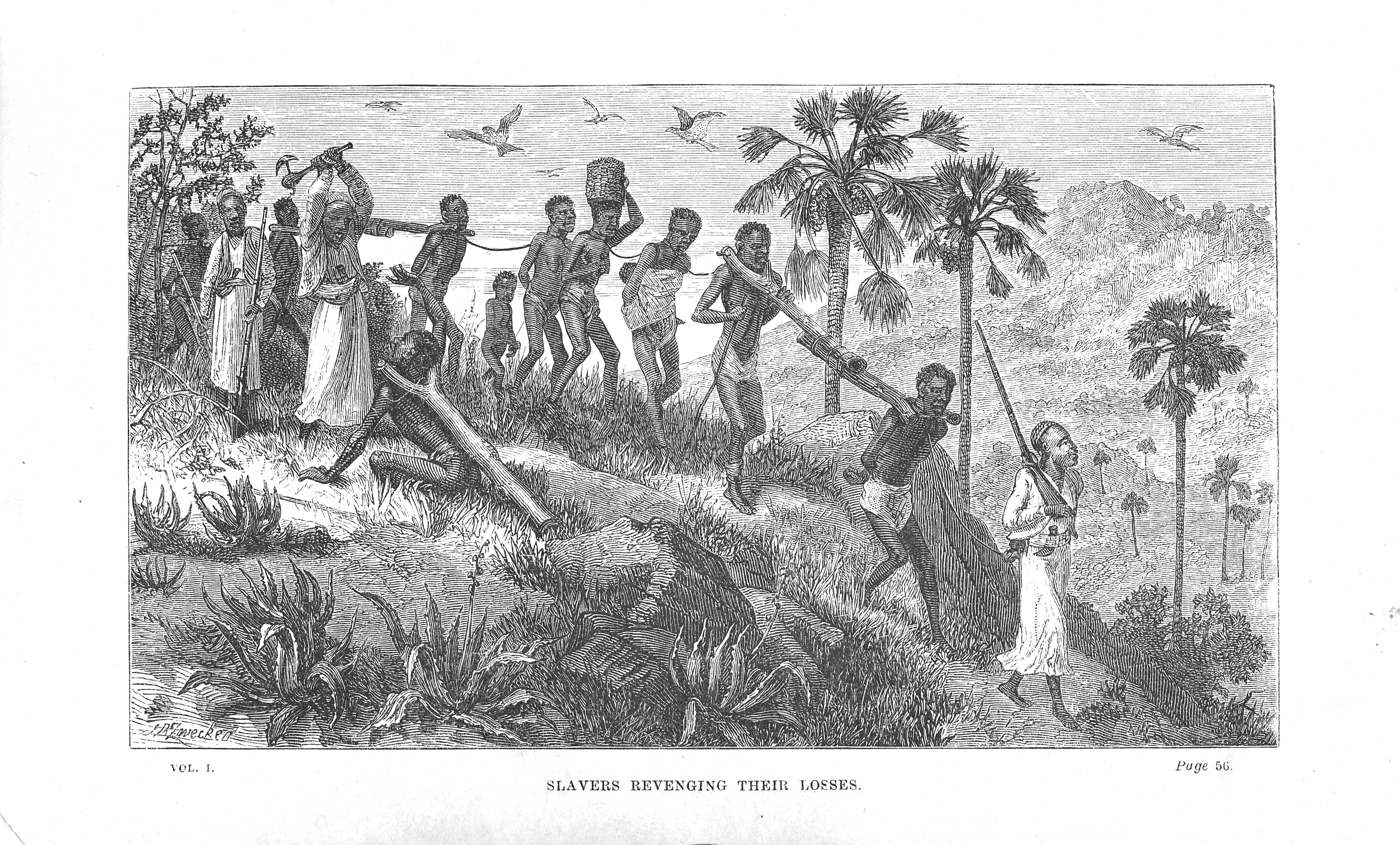
Esclavos en África

Los ejércitos surgieron únicamente como apoyo a que se produjera dicha expansión y así poder dominar los puertos existentes para no tener que utilizar las armas, debido a que los musulmanes se movían primeramente por diplomacia y, si esta no es viable, utilizarían la fuerza militar para conseguirlo.
La etapa conformada por los siglos VIII-XI, aproximadamente, es característica por la penetración directa del islam por parte de grupos muy reducidos dedicados eminentemente al comercio y al proselitismo procedente del norte africano. Esta primera expansión tomará un contacto positivo con aquellas poblaciones ya asentadas en territorio, asumiendo el islam como una nueva religión y mezclándola con otro tipo de prácticas rituales que ya tenían anteriormente. El islam constituyó una estrategia comercial para aquellos jefes que dominaban las tribus subsaharianas.
La primera etapa del islam se desarrolló merced a la influencia externa de poblaciones bereberes norteafricanas. Este grupo estableció sus rutas comerciales por lugares dominados por los reinos Songhai, Mali y Ghana. Este último fue un punto neurálgico para el islam, pues fue su centro difusor.
El desarrollo del islam no sólo trajo consigo un avance económico para las poblaciones ya constituidas, sino que también tuvo como consecuencia el surgimiento de diferentes ciudades, las cuales podríamos denominar como musulmanas, poniendo de ejemplo el caso de Tombuctú.
La tolerancia islámica también viene dada por esa “convivencia religiosa” (Albares, 2013), produciéndose así una comprensión social y, por ende, política entre aquellas poblaciones bereberes y los nómadas africanos. Uno de los grandes factores que propicia esto es que, el islam como religión, tiene una gran facilidad para conectarse o más bien vincularse con los sectores o capas más populares de la sociedad, por lo que esta relación intrínseca entre la religión y la sociedad da como resultado que se acepte con mayor facilidad el islam.
Los dos sectores que establecieron este gran desarrollo son el comercio y los intelectuales, declarando el islam como una religión intocable que debía de ceñirse a lo establecido por Alá y su único profeta, Mahoma. Estas relaciones comerciales se establecieron a través de los intereses económicos de cada uno. Mientras los comerciantes musulmanes estaban interesados en la adquisición de esclavos y oro, las poblaciones africanas buscaban ropa, caballos y sal, aunque este último producto es cuestionable puesto que los mismos africanos, según otros investigadores, eran quienes lo exportaban en grandes cantidades al exterior (Albares, 2013).
Debido a que se trató de un lento y progresivo proceso, se puede establecer una fasificación que consiste en la siguiente división.

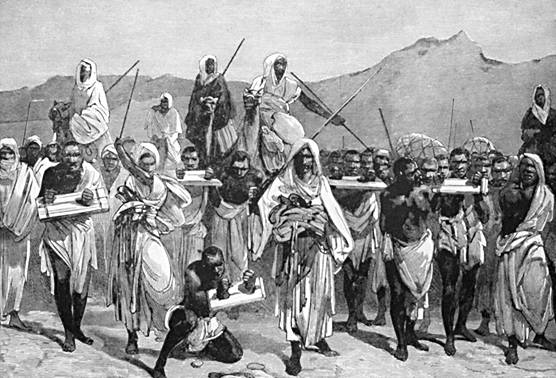
Rutas caravaneras y esclavitud

### Fase Bereber
La penetración del islam se produjo de manera efectiva en el territorio africano. Los bereberes fueron las primeras poblaciones que experimentaron esta conversión religiosa. Debemos de tener en cuenta que previo a su islamización, practicaban tanto el cristianismo como su religión ancestral.
Posteriormente se fue creando un nuevo movimiento político y religioso que tendría grandes repercusiones para el islam y la península ibérica, nos referimos a los almorávides. Es cierto que esta corriente religiosa llevó a cabo hazañas militares de gran envergadura en la península ibérica, y en el territorio africano propició a unión entre las distintas tribus nómadas bereberes, incrementándose la presencia del islam entre ellas.

### Fase maliense
La conversión religiosa de los dirigentes del momento se produjo en un período de crisis económica, por lo que recurrieron a la gran religión musulmana que estaba filtrándose en ese momento en diversas tribus. Ante la positiva aceptación del islam por parte de los dirigentes, la población de Mali también decidió someterse a esta nueva religión. Por lo tanto, las cuestiones económicas, el comercio, fueron el factor más importante para propiciar la conversión religiosa.

### Fase Songhai
La conversión a la religión musulmana se produce gracias al nacimiento de diversas ciudades, que en el territorio africano eran casi inexistentes. Los procesos políticos, económicos y sociales fueron los que dieron como resultado el apoyo del islam en dicha área geográfica.

## Factores que produjeron el proceso de islamización

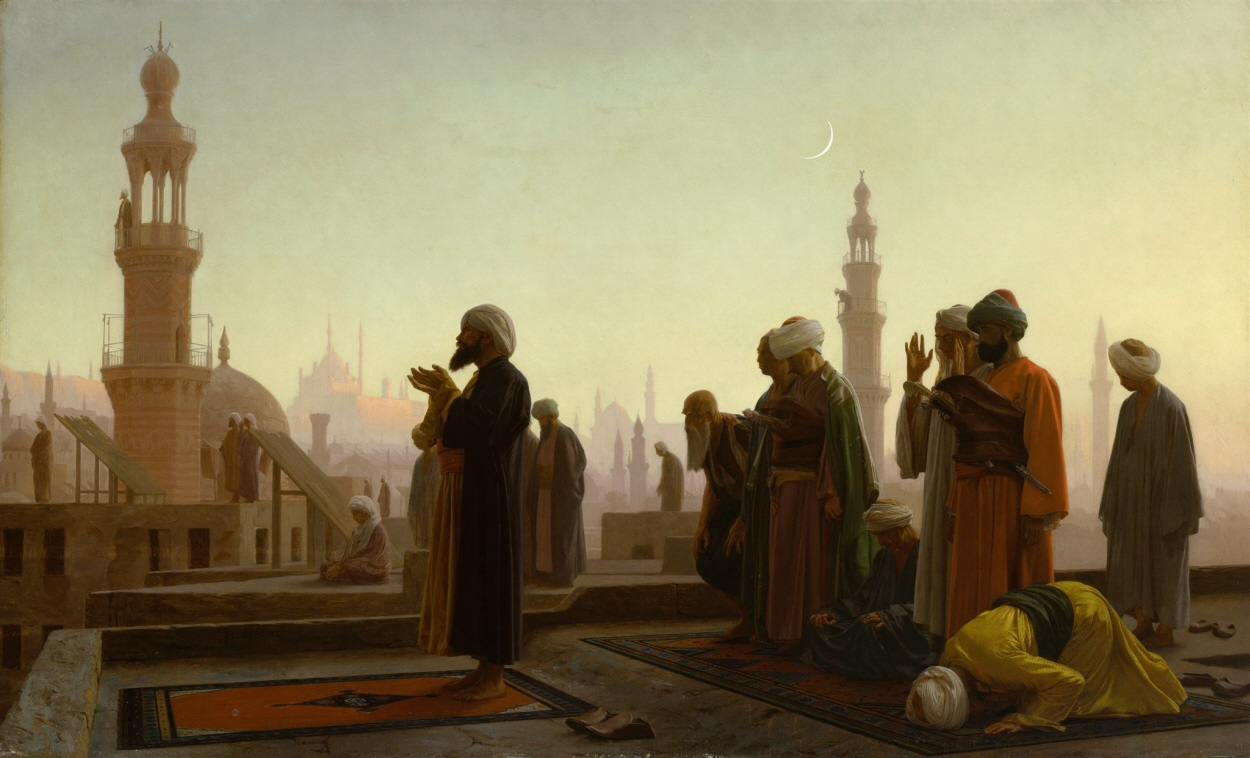
Representación del rezo en el Cairo, "Salat".

Los factores que propiciaron el proceso de islamización han sido tanto la adaptación a la estructura social como al derecho familiar tradicional de las poblaciones locales. Este proceso de adaptación ha sido el resultado de lo siguiente:
- Del modo de llegada y difusión del islam.
- De la interpretación autóctona del islam, dando lugar así a una religión islámica característica en cada región o tribu.
- De la adopción solo de algunos aspectos del islam producto de esta africanización del islam.

Como ya se ha mencionado anteriormente el comercio fue el factor primigenio en la expansión del islam, al establecerse relaciones comerciales en torno a la ruta trans-sahariana, lo que favoreció el traslado de las poblaciones bereberes magrebíes. Esto permitía mantener las costumbres tradicionales y prescindir de elementos islámicos que fueran contradictorios con las tradiciones propias.
La presencia islámica se consolidó progresivamente hasta que aparecieron élites intelectuales, por ello hubo mayor islamización en la zona urbana que en el ámbito rural. Por tanto, el proceso comenzó con la conversión de las clases cortesanas sin generalizarse entre la población. Mientras que, en algunas etnias la islamización o conversión fue de nombre y colectiva, en supuso una auténtica conversión.
Sin embargo, estas particularidades son producto de la adaptación local del islam, lo que se denomina “africanización”. Este proceso se dio no solo a nivel local sino también a nivel étnico, es decir, cada etnia o grupo en un espacio determinado desarrolló una forma de islam distinta.